# Eremippus onerosus
Eremippus onerosus är en insektsart som beskrevs av Leo L. Mishchenko 1951. Eremippus onerosus ingår i släktet Eremippus och familjen gräshoppor. Inga underarter finns listade i Catalogue of Life.